# ショショリカ
『ショショリカ』は、上杉匠による日本の漫画作品。『月刊ガンガンWING』（スクウェア・エニックス発行）にて連載された。単行本は全10巻。当初は単巻（全5話）の予定だったらしい。2007年4月にはドラマCDも発売された｡

## あらすじ
物語は、食導師養成学校「ステフェンズ」に主人公・クロロフィル＝リライトが編入試験で1位を獲った事から始まる。

## 登場人物

### ショショリカ（食品処理特殊科）
ショショリカメンバーには各個人に色が違うマントとアクセサリー（ショショリカマーク）が配布される。

#### Sクラス
クロロフィル＝リライト(Chlorophyll=Rewrite)
男。専攻教科は衛生管理科。マントの色は緑。一人称は「俺」。
愛称は「フィル」。仲間達には「クロ」、エイコからは「雑草頭」と呼ばれている。
勉強が優秀で、顔立ちも非常に整っているが身長が低く、体力も無い。
拒食症、潔癖症等の強迫神経症の持ち主。よって食物を口にすることが出来ず、薬で腹を満たしている為に痩せている。
また、人が触れた物に触る事が出来ず（食品に関しても同じく）、触れる事になった時には常備してある消毒スプレーを吹きつける事がある。
本来、進級や編入には両方一定の単位が必要なのだが、その特殊な体質の為に通常の実技単位を取ることが出来ない為、単位変換されるショショリカでなければならず、「卒業までの学科試験を首席で取り続ける」と校長が特例を設け、編入を受け入れた。
舌に「智者の欠片」を持っている。それにより味蕾（みらい）が特殊で、味覚の閾値が異常に低い。その上味以外のモノまで感じ取る事が出来、時にはそれがポエムとなって作品上に載る。
頭髪だけでなく、全身が緑色をしているため、「緑」が他の人達にとって印象に残るようである。
前頭部に時間経過と共に成長する謎の蕾（？）が存在する。父親は伝説の包丁人、フェニルア＝リライト。
幼い頃に父親にくっついて世界中を旅して回ったため、好き嫌いは別として、調理法含め、この世で食べたことのないものは存在しないと言い切っている。
上記の症状は、アントシアニー＝エダのおかげで順調に快方に向かっていき、アントシアニーとは両想いになる。
後に食聖となり、イムカリとなる。
アントシアニー＝エダ(Antosiannie=Eda)
女。専攻教科は栄養学科。マントの色は若草色。一人称は「私」。
愛称は「シアニー」。クロロフィルからは「シア」と呼ばれている。父メチオニンからは「アニー」と呼ばれていた。
余り饒舌な方ではないが、友達は多い。
クロロフィルに献身的に料理を作ってあげている。
昔、クロロフィルとアントシアニーがまだ幼かった頃にアントシアニーがクロロフィルに料理を作った。しかし当時は食品の衛生に関する知識が殆ど皆無で、作った料理を食べたクロロフィルが食中毒で寝込む。それを何回か繰り返し食べるモノが徐々に減っていったのがクロロフィルの項で述べた一連の症状の起因の一つとされている。
しかし実際はクロロフィルの兄フェオフィチンがその料理に毒を盛っていたことが原因であった。
ステフェンズの創立者の片割れ、食聖・メチオニンの末娘。母親はアナリス。
幼少時姉に絞殺され、父メチオニンの墓に捨てられるが、ヴィクトリーによって心臓の「智者の欠片」を移され蘇生する。
以後その当時の条件に合う環境になると、青い髪が黒くなったり、首にあざが出るなどの現象が起きるようになる。
後に女神（アナリス）の力をすべて受け継ぎ、正式に女神（アナリス）となった。
キサン＝トーファ(Xan=Topha)
男。専攻教科は調理技術科。マントの色は赤。一人称は「俺」。
エイコからは「キサ」と呼ばれている。
クロロフィルが編入学後にアントシアニーと出会う前から彼女に想いを寄せていて、その事でクロロフィルを目の敵にしていたが
その甲斐も空しく、アントシアニーの気持ちがどんどんクロロフィルの方に向いてしまう。しかし、その後もアントシアニーを想い続けている。
たまにその未練がましさに関してフラノイドから手痛い助言を受ける事もある。
調理科の発注を管理している。「シアニーちゃんに愛され隊」会員No.007であったが、後に脱隊。
クロロフィルの父フェニルアを慕っている。
エイコ＝ペンタエンとは従兄弟の関係。
フラノイド＝ジオ(Flanoid=Geo)
男。専攻教科は生産技能農業科。マントの色は青。一人称は「俺」。
親しい人からは「ノイド」と呼ばれている。
発言にややトゲがあり、「暗黒王（ダークキング）」と称されることも。女性の扱いが上手いようである。
また「智者の欠片」所持者であり、位置は声帯。
植物に語りかける事が出来、その声を聞いた女性もドキドキするという。
また、その能力のおかげで季節に縛られることなく、いつでも旬の野菜を作り出せる。ちなみに彼が作った野菜は王室御用達である。
ゴッドヘルフ＝リノールに片思いをしていて、幾度となく彼女にアピールをして嫌がられている。
カロ＝ヨシヒロ(Caro=Yoshihiro)
男。専攻教科は調論批評科。マントの色は紫。一人称は「俺」。
髪形と太っている外見が特徴的。食欲が異常にあり、机ごと食べる描写も多々存在している。
また、持ち前の立派な横幅を克服するため、キュッと体の横幅を縮める特技がある。
彼の研究室は学校の食品保存用冷凍庫に直結しており、空腹を満たすためにそこから食品を盗んでいた。
食聖試験の時彼の妨害によって、ステフェンズの生徒たちは落第となった。
美食論部に所属している。
登場回数が少なく、その事を本人が気にしているという形でとれる描写がある。

#### Aクラス
エイコ＝ペンタエン(Eico=Pentaen)
女。専攻教科は生産技能畜産科。マントの色は黄色。一人称は「エーコ」。
通称「エーコ」。
ショー＝カゼインと行動を共にしている。
アントシアニー＝エダと非常に仲が良く、クロロフィルの事を敵視していた。
キサン＝トーファとは従兄弟の関係。
ショー＝カゼイン(Shaw=Casein)
男。生産技能畜産科。マントの色は白。一人称は「僕」。
エイコからは「カゼ」と呼ばれている。
サングラスを外すと極端なマゾヒストになる。
何故か銃を持っており校内で発砲してしまった為、没収された。
エイコとは、主従関係にある。
ドコサ＝ヘキサエン(Docosa=Hexaen)
男。専攻教科は経済調査科。マントの色はオレンジ（ウニ色）。一人称は「俺」。
特徴的なツンツンしたウニのような頭髪をしている。通称「ウニ頭」。本人は悪く思っていないらしい。
両親が不在の上、年下の幼い弟が3人、妹が1人居て経済的に苦しい為、物語当初は学校に来ず（不登校）に働いていた。現在は奨学金を受けている。
物語終盤にテレビに弟たちが映り、それを見て親たちがあわてて電話してきた。
最近の悩みはかなり太ってきた弟たちのこと。（妹に変化はない）
サーモンド＝イノシン(Thurmond=Inosine)
男。専攻教科は容器包装科。マントの色はピンク。一人称は「僕」。
エイコからは「サモ」と呼ばれている。
初登場は食品保存用冷蔵庫の中。お化けに間違えられた。
他人の名前をよく間違える。手品が得意。よく道に迷い、失踪扱いになる。
先祖はかつて王に仕えた食聖で、王に罪人とされた。先祖の名誉を回復するために食聖を目指す。
Food Event Coordinator club（略称　FECC）に所属している。
作品中で裸の姿を晒す事が多い。
ゴットヘルフ＝リノール(Gotthelf=Linole)
女。専攻教科は食文化研究科。マントの色は黒。一人称は「私」。
フラノイドからは「ヘリー」、アントシアニーとエイコからは「ゴッヘル」と呼ばれている。
単行本2巻で初登場。神殿からの留学生で左利き。
オレインと共にステフェンズ内の欠片保持者を探っていた。
女子の制服（スカート）では動きにくいという理由から男子の制服を着用している。
いつも剣を携帯しているが、それは切るためのものではなく刺すためのもの。（クロロフィル曰く串）

### ステフェンズ関係者
ヴィクトリー＝B＝バァル(Victory=B=Baal)
通称V・B2（ヴイ・ビー・ツー）。親しい人からは「ヴィク」と呼ばれている。
祖父はステフェンズを立ち上げたメチオニンで、アントシアニーの甥にあたる。
祖父の後を継いで理事長になった。若いころは医者だった。
右腕に「智者の欠片」を持っている。欠片の能力は、どの部分の欠片に関わらず他人から欠片を抜いたり、他人に欠片を移したりできる。
以前に叔母に右腕の欠片を移そうとしたが、欠片が移動を拒んだため、自分自身と叔母に幾つにも割れた形で残った。
しかし後にアナリスによって欠片は修復された。
ヴァン＝ダイク(Van=Dyck)
通称V・D（ヴイ・ディー）。26歳独身。ショショリカの指導担当。
即席麺をビーカーに入れて食べる。
衛生局でG（ガバメント）チームのエースもしている。
衛生局の方が本業で、教師が副業。ヒスチジンの部下。
トリプトファ＝N・ステフェンズ(T=N･Steffens)
ステフェンズ校長だが、食聖の一人でもある。親しい人からは「トリー」と呼ばれている。
金欲を過度なほど嫌悪する。逆に愛を（親子愛、兄弟愛、恋人同士の愛に関わらず）好む。
アナリスの熱心な信者。
メチオニン＝エダ
ステフェンズの前理事長。故人。
アントシアニーの父、ヴィクトリーの祖父。
食聖であり、イムカリだった。アナリスとの間にアントシアニーを儲ける。
彼の死により聖座に空きが一つでき、これが物語の中心の一つとなっている。

### リライト家
クロロフィル＝リライト(Chlorophyll=Rewrite)
ショショリカの項を参照。
クロロフィリン＝リライト(Chlorophyllin=Rewrite)
愛称は「フィリン」。単行本6巻で初登場。クロロフィル＝リライトの妹であり、性格は瓜二つ。
頭髪の色はクロロフィルより鮮やかで綺麗な緑色をしている。
フェオフィチンに嘘を吹き込まれ、クロロフィルを嫌悪していた。現在は仲直りし関係は良好。
エイコ＝ペンタエンより「観葉頭」と命名された。
フェオフィチン＝リライト(Pheophytin=Rewrite)
愛称は「フェオ」。クロロフィリンに同じく単行本6巻で初登場。クロロフィルとクロロフィリンの兄。
兄として生まれながらも欠片を持たず、弟のクロロフィルに欠片が移ったことから、弟に対し劣等感を持っていた。
そのために弟を陥れるためにいろいろと裏工作をしたが、クロロフィルの告発により監視が付けられてしまう。
戸籍上の父はフェニルアだが、実の父はアルニア。
9巻のカバー下漫画『女王様はゴキゲンナナメ』にて、エイコに「乾草頭」と命名された。
フェニルア＝リライト
「伝説の包丁人」と呼ばれている。フェオフィチン（戸籍上）・クロロフィル・クロロフィリンの父親。
キサン＝トーファの心の師でもある。
食聖を勧められたが、面倒くさいという理由で弟のアルニアに譲った。
アルニア＝リライト
フェニルアの弟。クロロフィル、クロロフィリンの叔父。フェオフィチンの実の父親。クロロフィルからは「アル」と呼ばれている。
グランヴィルの食聖。
イソロー＝リライト
ヒスにイソローと呼ばれていた。おそらく愛称なので正式名称ではないと思われる。クロロフィルたち兄弟の祖父。
アルニアと同じく、グランヴィルの食聖。

### 王族
スレオニー＝T＝テスラ(Threonnie=T=Tesla)
王子。極度の目立ちたがり屋。GO-SHOCKの司会も勤めている。愛称は「レオ」。
ただ目立ちたいがために国を巻き込んだ食の祭典を開催しようとしたが、ヒスチジンによって却下された。
ただし、その代わりとしてヒスチジンとの結婚式が執り行われた。
昔の王が神殿で王妃の愛人を切り殺したことにより、聖域を汚した咎をアナリスから受けた。（この王に従っていた4人の食聖の内の1人がイノシンの先祖である。）
それ以来王族直系の男子はある一定の年齢に達すると、身体機能が著しく低下し、死ぬまで眠り続ける。
スレオニーにもこの運命が待っていたが、フラノイドが語りかけていた野菜を毎日食べていたため、この運命を回避することができた。
ヒスチジン＝L＝テスラ(Histidine=L=Tesla)
食聖。歴史学者。スレオニーの婚約者。愛称は「ヒス」。
食聖になった動機は、歴史学者として調べた内容が、実際に合っているか答え合わせをしたかったから。
若い頃に「食魔導師ヒスチジン」という魔法少女系のドラマに出演していた。（アントシアニーはこのドラマの大ファンであった。）
初恋の相手はフェニルア＝リライト。そのため彼の後援者をしていた。
ラディ＝ド＝コンジョーというSPを連れている。（彼はかつてのドラマの共演者。）

### 食聖
トリプトファ＝N・ステフェンズ
ステフェンズ関係者の項を参照。
アルニア＝R・グランヴィル
リライト家の項を参照。
イソロー＝R・グランヴィル
リライト家の項を参照。
ヒスチジン＝L＝テスラ
王族の項を参照。
リジリー＝O・ウォッツ
アナリスに対する信心は薄かった。
バリン＝B・ニヌルタ
アナリスに対する信心は薄かった。

### 神殿関係者
オレイン＝トリリング(Olein=Trilling)
ゴッドヘルフと同じく神殿からの留学生。
ゴッドヘルフと共にステフェンズの欠片保持者を探る。
アントシアニーから「おっぱい魔人」と呼ばれた。
性格に多少二面性あり。
その他の留学生
ステフェンズはゴッドヘルフとオレインの担当だったが、神殿は他校にも留学生を出して欠片保持者を探っていた。
彼女たちのリーダー格の少女は左腕に「智者の欠片」を持っている。
その能力は心臓の欠片のみを抜いたり移動させたりするもの。
過去の強硬派のアナリスが未来のアナリスが勝手なことをしないようにと残したものらしい。
後に彼女はヴィクトリーに欠片を抜き取られ、赤ん坊の姿になってしまった。現在はアントシアニーが育てている。

### 智者の欠片保持者
上記以外の者
Dr.ロイシン(Dr.Leucine)
クロロフィルの主治医。心のケア担当。クロロフィルからは「ロイ」と呼ばれている。
以前「智者の欠片」の研究所に勤めていた。現在は独立開業している。
左目に「智者の欠片」を持っている。その能力はすべてを見通す。
その能力でアントシアニーの居場所を探したり、クロロフィルを催眠にかけたりした。
ロッソ・ネロ
食聖試験で最終選考まで残った3人のうちの1人。超人気店Mammaのシェフ兼オーナー。
「智者の欠片」の位置は不明。Dr.ロイシン曰く名誉にかかわる場所らしい。
陳 八宝（チェン パーパオ）
食聖試験で最終選考まで残った3人のうちの1人。タレントとしても活躍中。
「智者の欠片」の位置は不明。Dr.ロイシン曰く名誉にかかわる場所らしい。

## 用語
ショショリカ
正式名称「食品処理特殊科」。学科試験の得点上位10名が入る。
その活動目的は校内で起こる問題を処理すること。ショショリカは特別にこの活動が実技単位に加えられる。
しかし実際はこの10名が問題を起こしているのが現状。
実はクロロフィル以外には課題が与えられており、その内容は「クロロフィル＝リライトを更生させること」だったらしい。
智者の欠片（ピース・オブ・ワイズマン）
女神（アナリス）の欠片そのものを示す。また、その保持者をさす場合もある。
その起源は昔の女神（アナリス）が自分のお気に入りに自分の力を渡したことに因る。
本来欠片は人に在るものだが、例外として指輪に在るものがある。（その指輪の所持者はヒスチジン＝L＝テスラ）
その他の特殊例として、クロロフィルは母親から欠片を受け継いだが、現在舌の欠片は女神（アナリス）自身が持っているので、母親は女性特有の部分（子宮など）に欠片を持っていたが、クロロフィルに移る段階で場所が変わったと推測されている。
女神（アナリス）
食と豊穣を司る「祝福の女神」。
代々心臓の欠片を持つものがなる。
豊饒の司（イムカリ）
食聖の中からさらにアナリスに選ばれた特別な存在。元々は初代食聖の名。その初代食聖は左目に欠片を持っていたという。
その者は時にアナリスの恋人であり、夫であったという。このため独身の方が有利という噂が立っている。
しかし、それは男に限るものではなく、女の前例もあったようである。
現在分かっているのは初代食聖イムカリ、メチオニン、そしてクロロフィルが後にイムカリと呼ばれるようである。
食聖
食導師の中から選ばれた女神（アナリス）に直接仕える者たちのこと。その座を俗に聖座という。
聖座は9つあり、その枠は王室に1つ。食導師のトップであるステフェンズ、グランヴィル、ウォッツにそれぞれ2つずつ。そして、その他に2つある。
食聖の始まりは昔の王族と女神（アナリス）が結んだ条約に因る。
シアニーちゃん（さん）に愛され隊
アントシアニー＝エダは、キサンだけでなく学校内での評判も高く、「シアニーちゃん（さん）に愛され隊」という部活まで出来ている。
加入すれば、特典としてしゃべるアントシアニーの人形が貰える。男子限定となっており、エイコは入れなかったことを根に持っているようである。
隊員規約第2条では「告白し、玉砕した者は除隊となる」ことになっている。
キサン＝トーファや王武火（ワン・ウーフォ、キサンと同じく調理技術科）など、8割方調理技術科の面々で構成されている。
そのため、常々アントシアニーとの仲が噂されているクロロフィルが「愛され隊」の標的になりやすい。
ちなみに、隊長はヴィクトリー＝B＝バァルである。

## 舞台となる施設・地域
ここでは「ショショリカ」作中に登場する施設や地域を紹介する。

### 食導師養成学校
以下の4校は「テスラ」(tesla)と呼ばれる食の聖地に存在する食導師養成学校である。
ステフェンズ(Steffens)
クロロフィルを始めとするショショリカ一同が所属する食導師養成学校。
「望みの丘」と呼ばれる場所に建っており、古代王朝があった宮殿を修復した建物が校舎として使用されているため
校内によく分からない仕掛けや使用されていない通路が多々ある上、経年劣化で傷んでいる場所も見られる。
グランヴィル(Granville)
リライト家が経営する食導師養成学校。
ウォッツ(watts)
ニヌルタ
ニヌルタについては作中で存在が明確にはされていないが、食聖の項で述べた事により、おそらく存在するであろうと思われる。

### GO-SHOCK
ショショリカ一同が「親睦会」として出向いた施設。
料理関係の早押しクイズが問題として出され、それに正解してひたすら相手に料理を食べさせていくといった事が行われている。
（一般人には理解不可能な問題ばかりだが、食の聖地テスラでは常識中の常識であるらしい。）

### 裏山
校長の私有地でもあり、茸が獲れるらしい。
校長の発言によりショショリカ一同が幻のトリュフを取りに出向いた場所。

## サブタイトル
| 単行本 | 話数       | 収録話                 | 書籍情報                                |
| ------ | ---------- | ---------------------- | --------------------------------------- |
| 第1巻  | Set.1      | 食べられないヒト       | 2003年6月27日発売。 ISBN 4757509405     |
| 第1巻  | Set.2      | 食べて欲しいヒト       | 2003年6月27日発売。 ISBN 4757509405     |
| 第1巻  | Set.3      | 食べずとも語るヒト     | 2003年6月27日発売。 ISBN 4757509405     |
| 第1巻  | Set.4      | 自称食えぬ男（ヒト）   | 2003年6月27日発売。 ISBN 4757509405     |
| 第2巻  | Set.5      | 食べなくてもスキなヒト | 2003年11月27日発売。 ISBN 4757510527    |
| 第2巻  | Set.6      | 食べられちゃうヒト     | 2003年11月27日発売。 ISBN 4757510527    |
| 第2巻  | Set.7      | 食べ損ねたヒト         | 2003年11月27日発売。 ISBN 4757510527    |
| 第2巻  | Set.8      | 食べたいヒト           | 2003年11月27日発売。 ISBN 4757510527    |
| 第2巻  | Set.9      | 食べ始めるヒト         | 2003年11月27日発売。 ISBN 4757510527    |
| 第3巻  | Set.10     | 幸せ謳うヒト           | 2004年5月27日発売。 ISBN 4757511906     |
| 第3巻  | Set.11     | 幸せ探すヒト（前編）   | 2004年5月27日発売。 ISBN 4757511906     |
| 第3巻  | Set.12     | 幸せ探すヒト（後編）   | 2004年5月27日発売。 ISBN 4757511906     |
| 第4巻  | Set.13     | 食通なおヒト           | 2004年10月27日発売。 ISBN 4757512821    |
| 第4巻  | Set.14     | 食べさせてもらうヒト   | 2004年10月27日発売。 ISBN 4757512821    |
| 第4巻  | Set.15     | 幸せ願うヒト           | 2004年10月27日発売。 ISBN 4757512821    |
| 第4巻  | Set.16     | 食い尽くすヒト         | 2004年10月27日発売。 ISBN 4757512821    |
| 第4巻  | 書き下ろし | あとまん1              | 2004年10月27日発売。 ISBN 4757512821    |
| 第4巻  | 書き下ろし | あとまん2              | 2004年10月27日発売。 ISBN 4757512821    |
| 第4巻  | 書き下ろし | Set16.5                | 2004年10月27日発売。 ISBN 4757512821    |
| 第5巻  | Set.17     | 食の聖たるヒト         | 2005年3月27日発売。 ISBN 4757513704     |
| 第5巻  | Set.18     | 愛を告げるヒト         | 2005年3月27日発売。 ISBN 4757513704     |
| 第5巻  | Set.19     | 幸せ祝うヒト           | 2005年3月27日発売。 ISBN 4757513704     |
| 第5巻  | Set.20     | 食を祭るヒト           | 2005年3月27日発売。 ISBN 4757513704     |
| 第5巻  | Set.21     | 食欲満たすヒト（1）    | 2005年3月27日発売。 ISBN 4757513704     |
| 第5巻  | 書き下ろし | Set18.5                | 2005年3月27日発売。 ISBN 4757513704     |
| 第6巻  | Set.22     | 食欲満たすヒト（2）    | 2005年9月27日発売。 ISBN 4757515103     |
| 第6巻  | Set.23     | 食欲満たすヒト（3）    | 2005年9月27日発売。 ISBN 4757515103     |
| 第6巻  | Set.24     | 食欲満たすヒト（4）    | 2005年9月27日発売。 ISBN 4757515103     |
| 第6巻  | Set.25     | 食欲満たすヒト（5）    | 2005年9月27日発売。 ISBN 4757515103     |
| 第6巻  | Set.26     | 食欲満たすヒト（6)     | 2005年9月27日発売。 ISBN 4757515103     |
| 第7巻  | Set.27     | 想い出飾るヒト         | 2006年3月27日発売。 ISBN 4757516495     |
| 第7巻  | Set.28     | 幸せ運ぶヒト           | 2006年3月27日発売。 ISBN 4757516495     |
| 第7巻  | Set.29     | 幸せ図るヒト(1)        | 2006年3月27日発売。 ISBN 4757516495     |
| 第7巻  | Set.30     | 幸せ図るヒト(2)        | 2006年3月27日発売。 ISBN 4757516495     |
| 第7巻  | 番外編(1)  | 食い扶持稼ぐヒト       | 2006年3月27日発売。 ISBN 4757516495     |
| 第7巻  | 番外編(2)  | カミの毛落とすヒト     | 2006年3月27日発売。 ISBN 4757516495     |
| 第7巻  | 番外編(3)  | 続・食い扶持稼ぐヒト   | 2006年3月27日発売。 ISBN 4757516495     |
| 第8巻  | Set.31     | 幸せ図るヒト(3)        | 2006年10月発売。 ISBN 4757518056        |
| 第8巻  | Set.32     | 幸せ図るヒト(4)        | 2006年10月発売。 ISBN 4757518056        |
| 第8巻  | Set.33     | 幸せ図るヒト(5)        | 2006年10月発売。 ISBN 4757518056        |
| 第8巻  | Set.34     | 幸せ図るヒト(6)        | 2006年10月発売。 ISBN 4757518056        |
| 第8巻  | Set.35     | 幸せ図るヒト(7)        | 2006年10月発売。 ISBN 4757518056        |
| 第8巻  | Set.36     | 幸せ図るヒト(8)        | 2006年10月発売。 ISBN 4757518056        |
| 第9巻  | Set.37     | 幸せ図るヒト(9)        | 2007年4月27日発売。 ISBN 9784757520028  |
| 第9巻  | Set.38     | 幸せ図るヒト(10)       | 2007年4月27日発売。 ISBN 9784757520028  |
| 第9巻  | Set.39     | 幸せ図るヒト(11)       | 2007年4月27日発売。 ISBN 9784757520028  |
| 第9巻  | Set.40     | 幸せ図るヒト(12)       | 2007年4月27日発売。 ISBN 9784757520028  |
| 第9巻  | Set.41     | 幸せ図るヒト(13)       | 2007年4月27日発売。 ISBN 9784757520028  |
| 第9巻  | 書き下ろし | あとまん               | 2007年4月27日発売。 ISBN 9784757520028  |
| 第10巻 | Set.42     | 幸せ手繰るヒト(1)      | 2007年12月27日発売。 ISBN 9784757521674 |
| 第10巻 | Set.43     | 幸せ手繰るヒト(2)      | 2007年12月27日発売。 ISBN 9784757521674 |
| 第10巻 | Set.44     | 幸せ手繰るヒト(3)      | 2007年12月27日発売。 ISBN 9784757521674 |
| 第10巻 | Set.45     | 幸せ手繰るヒト(4)      | 2007年12月27日発売。 ISBN 9784757521674 |
| 第10巻 | Set.46     | 幸せ手繰るヒト(5)      | 2007年12月27日発売。 ISBN 9784757521674 |
| 第10巻 | Set.47     | 幸せ手繰るヒト(6)      | 2007年12月27日発売。 ISBN 9784757521674 |
| 第10巻 | Set.48     | 幸せ手繰るヒト(7)      | 2007年12月27日発売。 ISBN 9784757521674 |
| 第10巻 | Set.49     | 幸せ手繰るヒト(8)      | 2007年12月27日発売。 ISBN 9784757521674 |
| 第10巻 | LASTSET.   | 幸せ掴むヒト           | 2007年12月27日発売。 ISBN 9784757521674 |

## ドラマCD
2007年4月25日（水）発売。定価3,150円（税込）。
- キャスト
  - クロロフィル＝リライト：緑川光
  - アントシアニー＝エダ：平井理子
  - キサン＝トーファ：杉山紀彰
  - フラノイド＝ジオ：波多野和俊
  - カロ＝ヨシヒロ：高木渉
  - サーモンド＝イノシン：岸尾大輔
  - ドコサ＝ヘキサエン：柿原徹也
  - エイコ＝ペンタエン：釘宮理恵
  - ショー＝カゼイン：杉田智和
  - ゴットヘルフ＝リノール：小林沙苗
  - V・D：関俊彦
  - V・B2：井上和彦
- 発売・販売：フロンティアワークス
- 販売協力：ジェネオンエンタテインメント